# Hermann Nicolai (Physiker)
Hermann Nicolai (* 11. Juli 1952 in Friedberg/Hessen) ist ein deutscher theoretischer Physiker und Direktor emeritus am Max-Planck-Institut für Gravitationsphysik in Potsdam-Golm.

## Leben
Hermann Nicolai studierte ab 1971 Physik und Mathematik in Universität Karlsruhe mit dem Diplom-Abschluss 1975 und promovierte 1978 am selben Ort bei Julius Wess. Er arbeitete von 1979 bis 1986 am CERN in Genf als Mitglied der Theorieabteilung und habilitierte 1983 in Theoretischer Physik an der Ruprecht-Karls-Universität Heidelberg. Im Jahr 1986 nahm Nicolai eine C3-Professur an der Universität Karlsruhe an. Bereits 1988 bekam er eine C4-Professur an der Universität Hamburg. Seit 1997 ist er Wissenschaftliches Mitglied und Direktor am Max-Planck-Institut für Gravitationsphysik (Albert-Einstein-Institut) in Potsdam-Golm, wo er sich unter anderem mit Supergravitation und Stringtheorie beschäftigt. Er ist dort Leiter der Abteilung Quantengravitation und vereinheitlichte Feldtheorien.

## Forschung
Mitte der 1980er Jahre entwickelte Nicolai mit Bernard de Wit die N=8-Supergravitationstheorie, die aus der dimensionalen Reduktion der maximal supersymmetrischen d=11-Supergravitation auf vier Raum-Zeit Dimensionen (d=4) entsteht und in vieler Hinsicht eine maximale Supersymmetrie für eine Supergravitationstheorie mit einem Graviton und keinen Teilchen mit Spin größer als 2 besitzt.
Nicolai untersuchte in den 2000er Jahren das Verhalten der Gravitationsgleichungen nahe raumzeitlichen Singularitäten wie dem Urknall, die auf Modelle mit chaotischen Billards führen, im Fall von klassischer Allgemeiner Relativitätstheorie in drei Dimensionen. Im Fall der elfdimensionalen Supergravitation führt das auf zehndimensionale Billards und es taucht die unendlich-dimensionale hyperbolische Kac-Moody-Algebra {\displaystyle E_{10}} als Symmetrie auf. {\displaystyle E_{10}} enthält die größte endlich-dimensionale exzeptionelle halbeinfache komplexe Lie-Algebra {\displaystyle E_{8}}, die auch schon als Kandidat von GUTs diskutiert wurde. Nicolai schlug eine rein algebraische Beschreibung des Universums in Bereichen nahe der Singularität (innerhalb der Planck-Zeit) über die {\displaystyle E_{10}}-Symmetrie vor, wobei sich die Raum-Zeit-Dimensionen als emergentes Phänomen ergeben.
Nicolai sieht auch darüber hinaus Anzeichen für eine besondere Rolle von {\displaystyle E_{10}} in der M-Theorie.
Er konstruierte auch maximal gauged (N=16) Supergravitationstheorien in drei Dimensionen und deren Symmetrien und untersucht Verallgemeinerungen der Variablen der Schleifenquantengravitation auf Supergravitation/Stringtheorie.

## Auszeichnungen
Im Jahr 1991 war Nicolai Träger des Klung-Wilhelmy-Weberbank-Preises. 2010 erhielt er die Albert-Einstein-Medaille verliehen und 2012 wurde er mit dem Gay-Lussac-Humboldt-Preis ausgezeichnet.
Er ist leitender Herausgeber der Zeitschrift General Relativity and Gravitation.

## Schriften (Auswahl)
Neben den in den Fußnoten zitierten Schriften:
- On a New Characterization of Scalar Supersymmetric Theories, Phys. Lett. 89B (1980) 341
- mit B. de Wit: The Consistency of the S7 Truncation in d=11 Supergravity, Nucl. Phys. B281 (1987) 211
- mit B. de Wit und J. Hoppe: On the Quantum Mechanics of Supermembranes, Nucl. Phys. B305 (1988) 545
- mit H. Samtleben: Maximal Gauged Supergravity in Three-Dimensions, Phys. Rev. Lett. 86 (2001) 1686–1689, Arxiv
- mit T. Damour und M. Henneaux: E10 and a „small tension expansion“ of M Theory, Phys. Rev. Lett. 89 (2002) 221601-1 - 221601-4, Arxiv
- mit T.Damour: Symmetries, Singularities and the De-Emergence of Space, 2007 Arxiv
- mit T.Damour und M. Henneaux: Cosmological Billards, Classical and Quantum Gravity, 20 (2003), R 145-200, Arxiv
- mit Krzsysztof Meissner: Conformal symmetry and the standard model, Physics Letters B 648 (2007) 312, Arxiv
- mit G. Bossard und C. Hillmann: E7(7) symmetry in perturbatively quantized N=8 supergravity, JHEP 2010, Arxiv
- mit Guillaume Bossard: Counterterms vs. dualities, 2011, Arxiv
- Quantum gravity - the view from particle physics, Prag 2013, Arxiv
- mit Axel Kleinschmidt: E 10: eine fundamentale Symmetrie der Natur ?, Physik in unserer Zeit, Band 41, 2010, Nr. 3, S. 134–140